# Семь наций Канады
Семь наций Канады (англ. Seven Nations of Canada, на языке мохок Tsiata Nihononhwentsiá:ke) — военный и политический союз индейцев Вудленда, сформировавшийся в долине реки Святого Лаврентия и близлежащих районах. Окончательно альянс сформировался в середине XVIII века и играл важную роль во франко-английских конфликтах в Северной Америке, являясь союзником Франции. После подписания Парижского мирного договора в 1763 году, по условиям которого, Франция уступала Британии Канаду, индейский союз поддержал британцев во время Американской революции и Англо-американской войны. 

## Состав альянса

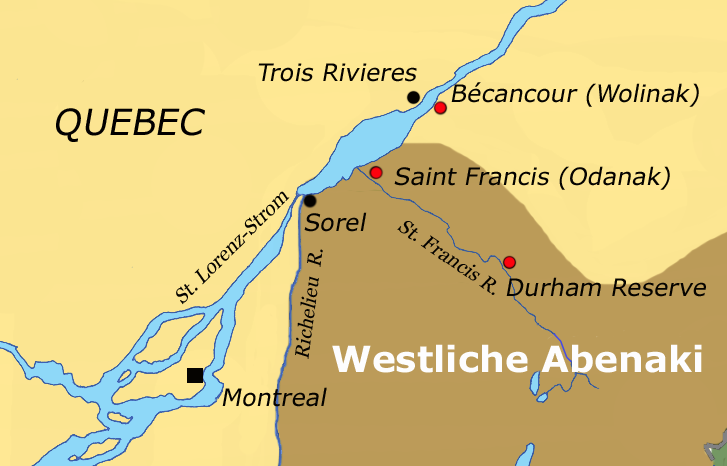
Беканкур и Сен-Франсуа, поселения абенаков.

В отличие от большинства других индейских союзов Северной Америки, альянс представлял собой конфедерацию семи общин или поселений, а не союз племён. С запада на восток в него входили следующие поселения:
- Осуигатчи — бывшая христианская миссия на северо-западе современного американского штата Нью-Йорк, которую основал в 1748 году аббат Пике[1]. Основанная в устье реки Осуигатчи, она получила название Фор-де-ля-Презантасьон. Некоторые из ирокезов, в основном онондага, а также некоторые онайда и кайюга, поселились здесь и обратились в католицизм[1]. К 1755 году на территории поселения обитало около 3000 индейцев.
- Аквесасне — поселение было основано семьями мохоков из Канаваке в 1750-х годах. Из-за истощения земель и проблем, вызванных торговлей алкоголем, 30 семей мигрировали вверх по реке Святого Лаврентия примерно на 46 км, чтобы основать новую общину. Власти Новой Франции поддержали переселение, оплатив строительство лесопилки в новой миссии. С ростом напряжённости перед Семилетней войной, французы хотели сохранить ирокезов в качестве союзников и подальше от британского влияния[2].
- Конавага (Канаваке) — поселение мохоков, расположенное в 8 км к юго-западу от Монреаля. В 1673 году несколько семей мохоков поселились недалеко от Монреаля[1], а в 1680 году королём Франции было предоставлено иезуитам более 163 км² земли, чтобы они основали христианскую миссию и обратили мохоков в католицизм[3]. По-французски она первоначально называлась Со-дю-Сен-Луи. Мохоки из Канаваке заняли лидирующие позиции в союзе, который иногда называли Великий костёр Канаваке[4].
- Лак-де-Дё-Монтань (Канесатаке) — поселение было официально основано как католическая миссия в 1717 году, сеньория под руководством Общества священников Святого Сульпиция для 300 мохоков, 250 ниписсингов и около 100 алгонкинов, находящихся на их попечении, но первые переселенцы-мохоки из Канаваке появились тут раньше, в 1676 году[1]. Миссия находилась примерно в 48 км к северо-западу от Монреаля в месте слияния рек Святого Лаврентия и Оттава. Со временем сульпициане заявили о полном контроле над землёй, получив документ, который давал им законное право собственности. Но мохоки считали, что эта земля находится в их доверительном управлении[5].
- Сен-Франсуа (Оданак) — первоначально миссия была расположена в месте слияния рек Святого Лаврентия и Сен-Франсуа[англ.] и заселена в 1660 году сококами, которые являлись одним из племён западных абенаков. В 1700 году миссия была перенесена иезуитом Жаком Биго на западный берег реки Сен-Франсуа после нескольких лет последовательного неурожая из-за чрезмерной эксплуатации территории. В 1704 году французский король Людовик XIV приказал инженеру Левассёру Де Нере разработать план укрепления Сен-Франсуа во время войны за испанское наследство, чтобы обеспечить защиту семей воинов абенаков, которые воевали на стороне французов против англичан и ирокезов и в предыдущих конфликтах. Впоследствии были построены оборонительные сооружения, такие как редуты и частокол высотой 4,7 м, укреплённый каменными бастионами[6]. После окончания войны Даммера в Оданак переселились пеннакуки, другие западные абенаки и остатки некоторых алгонкинских племён Новой Англии.
- Беканкур (Волинак) — поселение было расположено на южном берегу реки Святого Лаврентия в месте впадения реки Беканкур[англ.], напротив города Труа-Ривьер, и заселено восточными абенаками в 1701 году[4]. В 1709 году восточные абенаки начали постепенно возвращаться в Мэн, но после завершения войны Даммера большинство окончательно осело в Беканкуре.
- Лоретт (Вендаке) — поселение гуронов, основанное в 1673 году. В середине XVII века гуроны были разгромлены ирокезами и покинули свою исконную территорию, разделившись на две группы. Одна группа, около 300 человек, была отведена иезуитами в окрестности Квебека, где они поселились в миссии Лоретт, не смешавшись с остальным населением. Они долго сохраняли свой традиционный уклад и жили в длинных домах, занимались охотой и земледелием, а некоторые разводили коров.

Иногда абенаки Беканкура и Оданака считались одной нацией, а мохоки и алгонкинские племена (ниписсинги и алгонкины) в Канесетаке считались двумя отдельными нациями. Каждая нация была независимой, или, согласно их метафоре, имела свой собственный костёр. Иногда эти поселения назывались просто Семь деревень, Семь племён или Семь костров (Семь огней). Сами индейцы использовали эти термины взаимозаменяемо, отражая возросшую автономию, которой со временем стало пользоваться каждое поселение.

## Религия и культура
Во время французского колониального периода и под влиянием миссионеров-иезуитов большинство из этих народов перешли в католичество, часто сохраняя элементы своей традиционной религии и церемоний. Иезуиты прилагали усилия для сохранения и поддержания языка мохоков, переводя и переписывая Священное Писание и молитвы, также стремились сберечь традиционную клановую систему индейцев, в отличие от пуритан, заставлявших индейцев ходить в европейской одежде и говорить на английском языке. Иезуиты не требовали, чтобы их новообращённые изучали французский язык (хотя многие это делали для удобства торговли) или ассимилировались с внешней культурой. В регистрах иезуитской миссии в конце XVIII века в Аквесасне и других местах проживания ирокезов, продолжали регистрироваться мохокские имена, даже когда также использовалась европейская версия.